# Esther Moya
Esther Moya Salvador (nacida el 31 de julio de 1984 en Villanueva y Geltrú, Barcelona) es una ex gimnasta artística española. Participó en los Juegos Olímpicos de Sídney 2000, donde fue 3 veces 4ª (en salto de potro, en suelo y en concurso por equipos). También logró el bronce en salto de potro en el Europeo de 2000.

## Biografía deportiva
En julio de 1998 participó en los Juegos Mundiales de la Juventud de Moscú, donde fue bronce por equipos. El equipo español estaba formado por Esther, Susana García, Jennifer Montávez y Paloma Moro. En octubre de 1999 participó en su primer Campeonato del Mundo, el Mundial de Tianjin, donde fue 6ª por equipos y alcanzó la 10.ª posición en la general individual. Si bien había logrado inicialmente el 7º puesto por equipos y el 11º puesto en la general, la descalificación de China y Dong Fangxiao respectivamente en el año 2012 hizo que subiera una plaza.
En el año 2000, fue bronce en salto de potro en el Europeo de París. Ese mismo año participó en los Juegos Olímpicos de Sídney 2000, donde estuvo cerca de conseguir alguna medalla, teniéndose que conformar con tres cuartos puestos en salto de potro, suelo y concurso por equipos. El 4º puesto por equipos es la mejor posición del equipo español de gimnasia artística femenina en su historia. Si bien habían logrado inicialmente el 5º puesto por equipos, la descalificación de China en el año 2010 hizo que subieran una plaza. El equipo español estaba entrenado por Jesús ''Fillo'' Carballo e integrado en Sídney por Esther, Marta Cusidó, Susana García, Laura Martínez, Paloma Moro y Sara Moro. En 2001 Moya fue bronce en barra de equilibrio la prueba de la Copa del Mundo en París (Internacional de Francia). En octubre de 2001, en el Mundial de Gante, fue 4ª por equipos y 7ª en la final de barra de equilibrio. Se retiró en 2002.